# Die Rose der Wildnis
Die Rose der Wildnis ist ein 1916 gedrehtes, deutsches Stummfilmmelodram mit Asta Nielsen, das erst Anfang 1918 in den Kinos anlief.

## Handlung
Der Zigeuner Jarow hat sich in die Zigeunerin Wanda verliebt, die jedoch seine Gefühle nicht erwidert. Wanda will mehr aus ihrem Leben machen, will reich und anerkannt werden. Sie glaubt dies nur erreichen zu können, in dem sie die kleine, ihr bekannte Welt, das Zigeunerlager, verlässt. Als sie äußerst müde bei einer Wahrsagerin ankommt, fällt Wanda in einen tiefen Schlaf und beginnt ihr gewünschtes Schicksal zu träumen.
Dort begegnet sie dem wohlhabenden und angesehenen Adeligen Ruprecht von Harlau, in dessen Gewalt sie gerät. Später wird sie Tänzerin, lernt anschließend einen Maler namens Kurt kennen und lieben, ermordet danach den furchteinflößenden Ruprecht und sucht Schutz und Rettung bei Kurt. Schließlich stirbt sie an einem Herzschlag. Doch dies war nur ein Traum, und aus ihm erwacht, stößt Wanda auf den sie suchenden Jarow und verlobt sich mit ihm.

## Produktionsnotizen
Die Rose der Wildnis war neben Das Eskimobaby, Dora Brandes, Im Lebenswirbel, Die Börsenkönigin, Der erste Patient, Das Waisenhauskind und Das Liebes-ABC einer von acht Filmen, die Asta Nielsen im Sommer 1916 für den Verleih Neutral-Film unter einfachsten Bedingungen drehte. Nielsen finanzierte Im Lebenswirbel sowie die weiteren Filme selbst, die Dreharbeiten fanden im von ihr angemieteten Union-Atelier in Tempelhof statt. Nach Fertigstellung von Dora Brandes und Das Liebes-ABC kam es zu Zahlungsdifferenzen, sodass Nielsen nach eigener Aussage die Zusammenarbeit mit der Filmgesellschaft gerichtlich löste und die gedrehten, aber noch nicht fertiggestellten Negative an eine andere Filmgesellschaft verkaufte. Diese war dabei laut Vertrag zur Versicherung der Negative verpflichtet, wobei die Versicherungskosten bei eventuellem Schaden an Nielsen ausgezahlt werden sollten. Tatsächlich wurden sämtliche sechs Originalnegative der Filme kurze Zeit nach der Uraufführung beim Brand einer Kopieranstalt vernichtet. Die Verleihfirma beanspruchte das Geld der Versicherung jedoch für sich. Der sich anschließende Gerichtsprozess zwischen der Firma und Asta Nielsen wurde erst 1922 zu Nielsens Gunsten entschieden, als die Versicherungssumme durch die Inflation bereits wertlos geworden war.
Die Rose der Wildnis wurde in Österreich-Ungarn unter dem leicht veränderten Titel Eine Rose der Wildnis angekündigt. Der je nach Quelle drei- oder vieraktige Film wurde im September 1917 zensuriert und am 28. Februar 1918 im Marmorhaus uraufgeführt. Die Wiener Erstaufführung wurde für den 22. März 1918 angekündigt. Der im Literaria-Film-Atelier von Berlin-Tempelhof gedrehte Film besaß eine Länge von 1328 Metern.

## Kritik
In Paimann’s Filmlisten ist zu lesen: "Stoff phantastisch, Photos und Szenerie sehr gut. Spiel ausgezeichnet."